# Георги Атанасов (алпинист)
 Тази статия е за българския алпинист.  За неговия баща вижте Георги Атанасов (индустриалец).  
Георги Георгиев Атанасов – Джиджи е български алпинист, професор по алпинизъм и организатор на алпийското движение в България.

## Биография
Роден е на 26 юли 1925 година в София в семейството на големия български индустриалец Георги Атанасов и е най-малкият от тримата сина.
Завършва Американския колеж в София, където активно спортува. През 1943 година става юношески шампион на висок скок, 400 и 800 метра гладко бягане. Три години по-късно с щафетата 4×400 m участва в постигането на републикански рекорд при мъжете, поставен на Балканските игри в Тирана (Албания). След това се насочва към баскетбола и зимните спортове и няколко години е в българския ски елит. През 1947 година се записва на курс по алпинизъм при Александър Белковски и до края на живота си се занимава с този спорт като алпинист, теоретик и организатор.

### Научна и преподавателска дейност
Завършва ВИФ (днес Националната спортна академия) и започва работа там като асистент. Кандидат на науките е от 1958 година, доцент – от 1962 година, доктор на науките – от 1970 година, а от 1980 година е професор. Атанасов е единственият професор по алпинизъм в света.
Основава катедрата „Туризъм, алпинизъм и ориентиране“ (1952) и я ръководи до пенсионирането си през 1992 година. Автор е на научни трудове, посветени на алпинизма, учебници и ръководства за студенти, научно-популярни статии.

### Спортни постижения
Осъществява над 600 изкачвания, от които много премиерни (и зимни, и летни) в България. Той прави третото и четвъртото изкачване на Северната стена на Мальовица и второто по тур „Варника“ на Злия зъб. В горната част на „Варника“ прокарва премиерен вариант, прави класическия маршрут на Ушите (1949), премиери на Двуглав, Дяволските игли, тура „Веждите“ на Злия зъб (1960) и др. През 1966 г. прокарва два маршрута – на Купена и на Портала, в свръзка с френския алпинист Рене Демезон. Осъществява първите зимни изкачвания по северната стена на Мальовица, по „Славянския тур“ на Злия зъб, на Куклата, втори зимни на „Варника“ и Синаница.
В Алпите изкачва трудната западна стена на Пти Дрю през 1993 година заедно с Аврам Аврамов. Изкачва и Гран Капюсен, Монблан, Мармолада, Чима Гранде, Матерхорн. В Кавказ участва в опита за траверс на Безенгийската стена (1961) и в успешното ѝ преминаване (1964), изкачва Мижирги, Коштан-тау, Дих-тау, Елбрус, Казбек, Домбай Улген и други. През 1967 година ръководи първата българска експедиция за изкачване на седемхилядник – пик Ленин (7134 m).
На 82-рия си рожден ден е на Олимп, а и по-късно продължава да кара по трудни ски писти.
Майстор на спорта (1956) и заслужил майстор на спорта (1963). Заслужил треньор (1972). Заслужил деятел на БТС.

### Организатор
Многократно е в ръководството на Републиканската секция по алпинизъм, Републиканската комисия по алпинизъм, Българската федерация по алпинизъм и Българския алпийски клуб. Два пъти е председател на българския алпинизъм (на Републиканската комисия по алпинизъм и на Българския алпийски клуб) – от 1969 до 1972 година и от 1990 до 1993 година.

### Мемоарни книги
Публикува автобиографичните книги „Към върховете” (1970 и 1975), „Зовът на върховете” (1984 и 1987) и „Стръмни върхове“ (2008).
Георги Атанасов (Джиджи) умира на 4 юли 2020 година, малко преди да навърши 95 години.